# Porträt des Julien de La Rochenoire

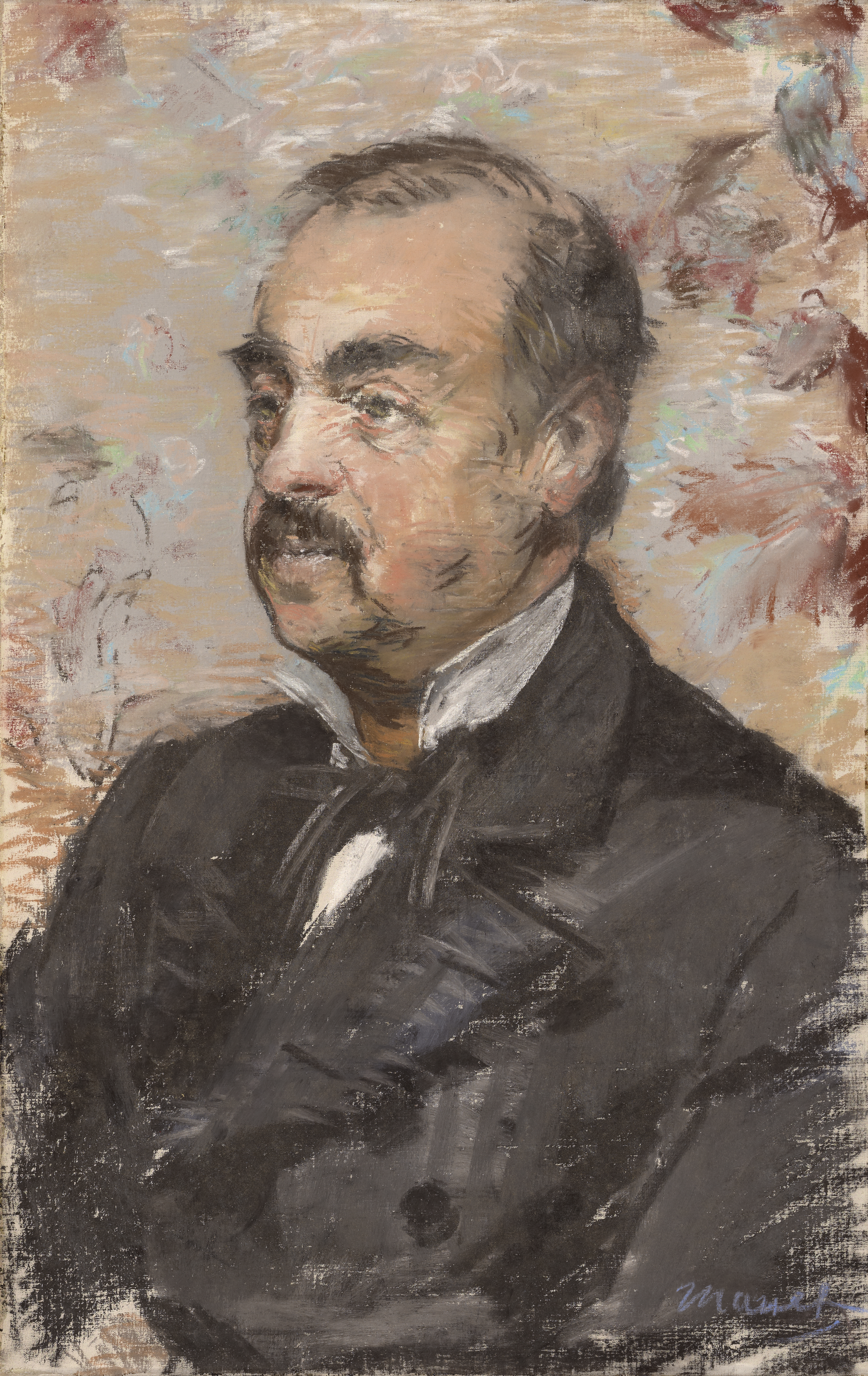
Porträt des Julien de La Rochenoire
Édouard Manet, 1882
55,7 × 35,3 cm
Pastell auf Leinwand
J. Paul Getty Museum, Los Angeles

Das Porträt des Julien de La Rochenoire, auch Der Tiermaler La Rochenoire (französisch Portrait de Julien de La Rochenoire oder Le peintre animalier La Rochenoire), ist ein 1882 auf Leinwand ausgeführtes Pastellbild von Édouard Manet. Es hat eine Höhe von 35,7 cm und eine Breite von 35,3 cm und zeigt den mit Manet befreundeten Malerkollegen Julien de La Rochenoire. Das Bild gehört zur Sammlung des J. Paul Getty Museum in Los Angeles.

## Bildbeschreibung
Das Porträt ist als Bruststück ausgeführt, wobei der Oberkörper leicht zum linken Bildrand gedreht ist. Der aufrechte Kopf von La Rochenoire ist im Halbprofil zu sehen. Mit einem dezenten Lächeln erscheint sein Gesicht freundlich. Der Blick geht
nicht zum Bildbetrachter, sondern zu einem Punkt außerhalb des linken Bildrands. Sein schwarzer Schnurrbart und seine buschigen, ebenfalls schwarzen Augenbrauen verleihen dem Gesicht ein markantes Aussehen. Weniger voll ist sein Haupthaar. Oben sind die Haare zur Seite gekämmt und lassen am Übergang von der Stirn zum Scheitel einen Haarausfall erkennen. Das Ohr ist von der Kurzhaarfrisur unbedeckt. Im Bereich der Schläfe sind bereits einzelne graue Haare erkennbar. La Rochenoire ist mit einer schwarz-grauen Jacke mit breitem Kragen gekleidet, unter der er ein weißes Hemd mit Stehkragen trägt. Um den Kragen hat er eine zur Jacke passende, ebenfalls schwarz-graue Schleife gebunden. Auffallend ist das Fehlen jeglicher Requisiten, die den Dargestellten als Malerkollegen ausweisen könnten. Anders als in Manets Selbstporträt mit Palette von 1879 verzichtete er im Porträt La Rochenoires auf Pinsel und Palette als Beigabe.

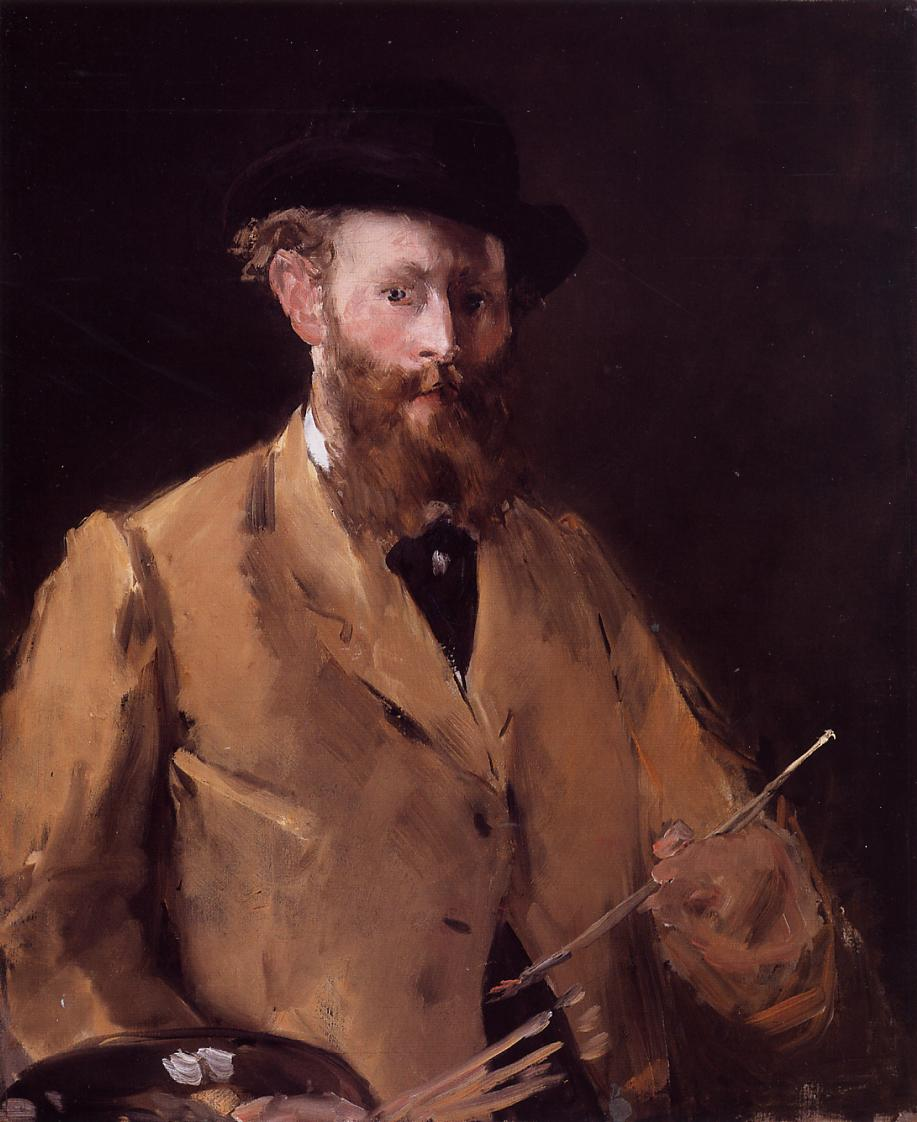
Édouard Manet: Selbstporträt mit Palette, 1879

Manet hat La Rochenoire, anders als in den meisten seiner anderen Porträts aus den letzten Lebensjahren, nicht vor einem monochromen Hintergrund porträtiert. Stattdessen zeigt er eine Tapete mit floralen Motiven. Wild gemustert sind skizzenhaft Blätter oder Blüten in hellem Blau und lachsfarbenen Rosatönen vor einem Hintergrund aus beigen und weißen Farbtupfern zu sehen. Der unruhige Hintergrund unterstreicht hierbei das lebhafte Gesicht La Rochenoires. Ebenso skizzenhaft wie beim Hintergrund hat Manet teilweise im Bereich der Jacke gearbeitet. So sind beispielsweise am linken und rechten unteren Seitenrand deutlich die Farbstriche der Pastellkreide zu erkennen. Das Gesicht hingegen ist feiner ausgearbeitet. Detailreich sind insbesondere einzelne Falten um die Augen und auf der Stirn gezeichnet. Das Gesicht weist zudem variantenreich unterschiedlich farbliche Hautpartien auf. Dabei changiert der Teint zwischen Braun und Rot. Andere Partien, vor allem die Nase und ein Teil der Stirn, sind nahezu Weiß. Dies lässt auf den Strahl einer Lichtquelle von links oben außerhalb des Bildes schließen. Das Bild ist in der rechten unteren Ecke mit Manet signiert.

## Manets Pastelle mit Männerporträts

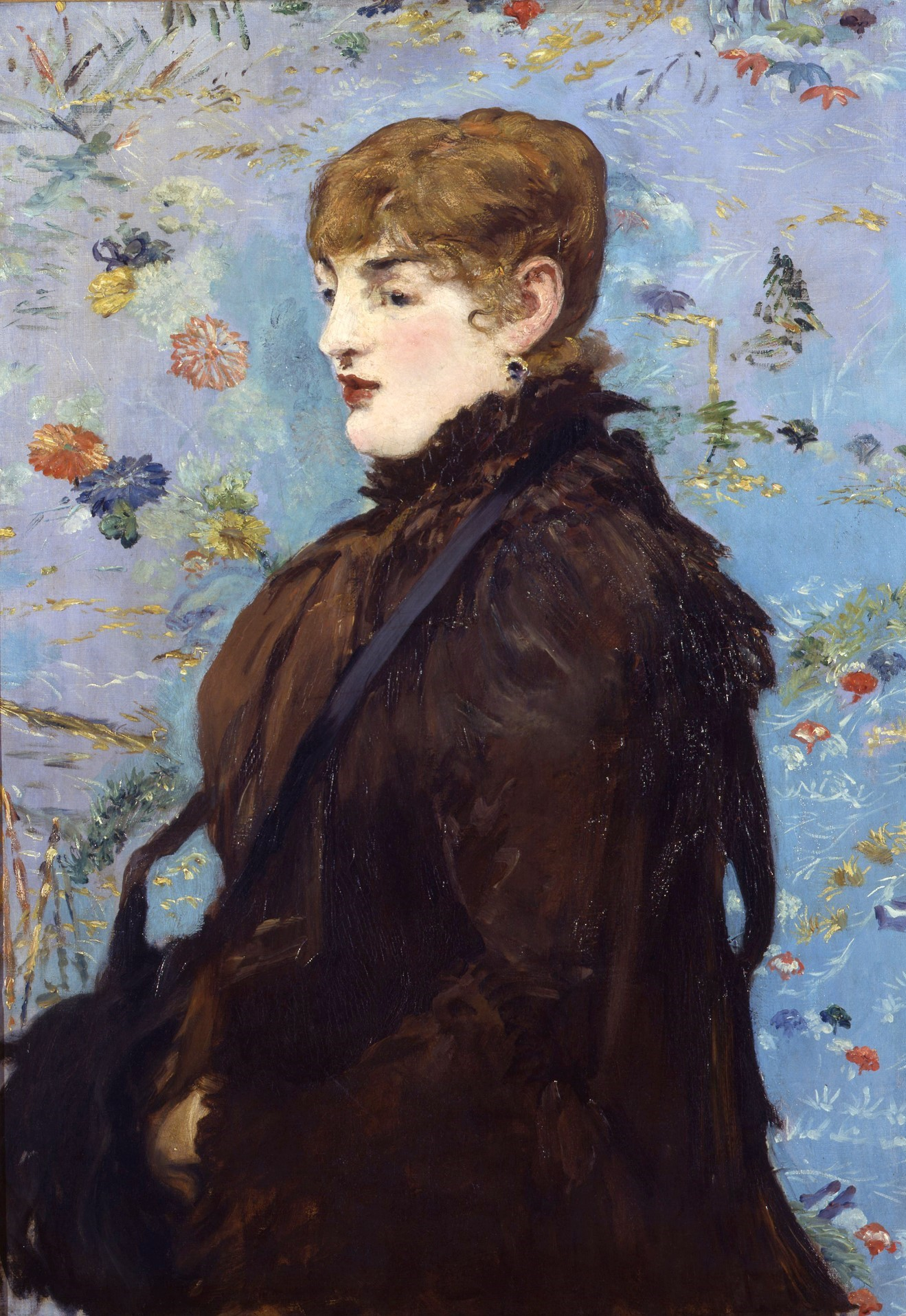
Édouard Manet: Herbst, 1882

Von Manet sind insgesamt 89 Pastellbilder bekannt. Hiervon sind 57 Porträts von Frauen, nur zwölf zeigen Männerbildnisse. Für den Kunsthistoriker Julius Meier-Graefe wirken „Viele Frauenbildnisse in Pastell ... manieriert, viel fade und süßlich wie Salonbilder. Die Männerbildnisse vermeiden diesen Mangel“. Manet hat nie in seiner Karriere einen einzigen Auftrag für ein Porträt erhalten. Die als Pastell ausgeführten Männerbildnisse sind, soweit bekannt, Porträts von Freunden und Bekannten. So finden sich in dieser Reihe neben den Porträts unbekannter junger Männer (Jeune homme à barbe blonde) Bildnisse von Louis Gauthier–Lathuille, dem Sohn eines befreundeten Restaurantbesitzers, von den Schriftstellern René Maizeroy und George Moore, von den Komponisten Ernest Cabaner und Emmanuel Chabrier, von Manets Arzt Dr. Materne und von den Malern Alphonse Maureau und Constantin Guys. Die meisten dieser Porträts sind als Brustbildnisse ausgeführt, nur René Maizeroy ist in zwei Pastellbildern als Ganzfigur wiedergegeben.
In seinen letzten Lebensjahren war Manet durch seine Krankheit beim Gehen beeinträchtigt und langes Stehen fiel im schwer. So musste er auf seine zuvor auf den Pariser Boulevards gern unternommenen Spaziergänge verzichten und freute sich stattdessen über Besucher in seinem Atelier. Sie boten ihm nicht nur Unterhaltung, sondern standen gelegentlich auch Modell. La Rochenoire war einer von Manets langjährigen Freunden und zudem ein Malerkollege. Der vor allem für seine Darstellung von Kühen in normannischer Landschaft bekannte Maler besuchte Manet wiederholt in seinem Atelier in der Rue d’Amsterdam Nr. 77, wo vermutlich auch das Porträt von La Rochenoire entstand. Manet zeichnete in seinen letzten Lebensjahren immer wieder mit Pastellkreide, da das Medium einfacher und schneller zu bearbeiten war. Der Kunsthistoriker John Rewald vertrat dabei die These, dass Manet bestimmte Elemente wie Komposition und Farbe mit den Pastellbildern ausprobiert habe, um sie später bei seinen Ölbildern umzusetzen. Beim Porträt des Julien de La Rochenoire sieht Rewald im floralen Hintergrund eine solche Vorarbeit, die er wenig später im Ölbild Herbst, einem Porträt der Schauspielerin Méry Laurent, in abgewandelter Form auf die Leinwand brachte.

## Provenienz
Möglicherweise war das Bild ein Geschenk Manets an den Porträtierten. La Rochenoire trat bei der Manet-Gedächtnisausstellung 1884 in der Pariser École des Beaux-Arts als Leihgeber des Bildes auf, das dort lediglich als Portrait bezeichnet war. Im April 1894 ist der Pariser Sammler J. Nicolas als Besitzer verzeichnet. Noch im selben Jahr erwarb der Kunsthändler Maurice Joyant das Bild. In der Galerie Manzi-Joyant war das Porträt 1912 im Rahmen der Ausstellung Exposition d’art moderne zu sehen. Um das Jahr 1955 trat M. G. Dortu als nächster Besitzer in Erscheinung. Danach übernahm die New Yorker Kunsthandlung Wildenstein & Co. das Bildnis. Diese zeigte es 1986 in ihrer Filiale in Tokio im Rahmen der Ausstellung Meisterwerke der Französischen Malerei. Wildenstein verkaufte das Bild 1987 an einen namentlich nicht bekannten Sammler, der es von Mai 1987 bis Oktober 1996 als Dauerleihgabe dem Museum of Fine Arts, Boston überließ. Am 7. Mai 2002 kam das Bild in der New Yorker Filiale des Auktionshauses Christie’s zur Versteigerung. Als Vorbesitzer wurde „eine europäische Privatsammlung“ genannt. Der anonyme neue Besitzer zahlte einen Auktionspreis in Höhe von 779.500 US-Dollar. 2012/2013 war das Bild in Toledo (Ohio) und London im Rahmen der Ausstellung Manet, portraying life zu sehen und als Besitzer wiederum Privatsammlung vermerkt. In einer Pressemitteilung vom 28. April 2014 teilte das J. Paul Getty Museum in Los Angeles den Erwerb des Porträt des Julien de La Rochenoire mit, ohne jedoch Hinweise zum Kaufpreis und Vorbesitzer anzugeben.